# Саникилуак
Саникилуак (инукт. ᓴᓂᑭᓗᐊᖅ) — муниципалитет и инуитский посёлок, расположенный на северном побережье острова Флаэрти, который находится в Гудзоновом заливе, на островах Белчер, в регионе Кикиктани, территория Нунавут, Канада.

## История

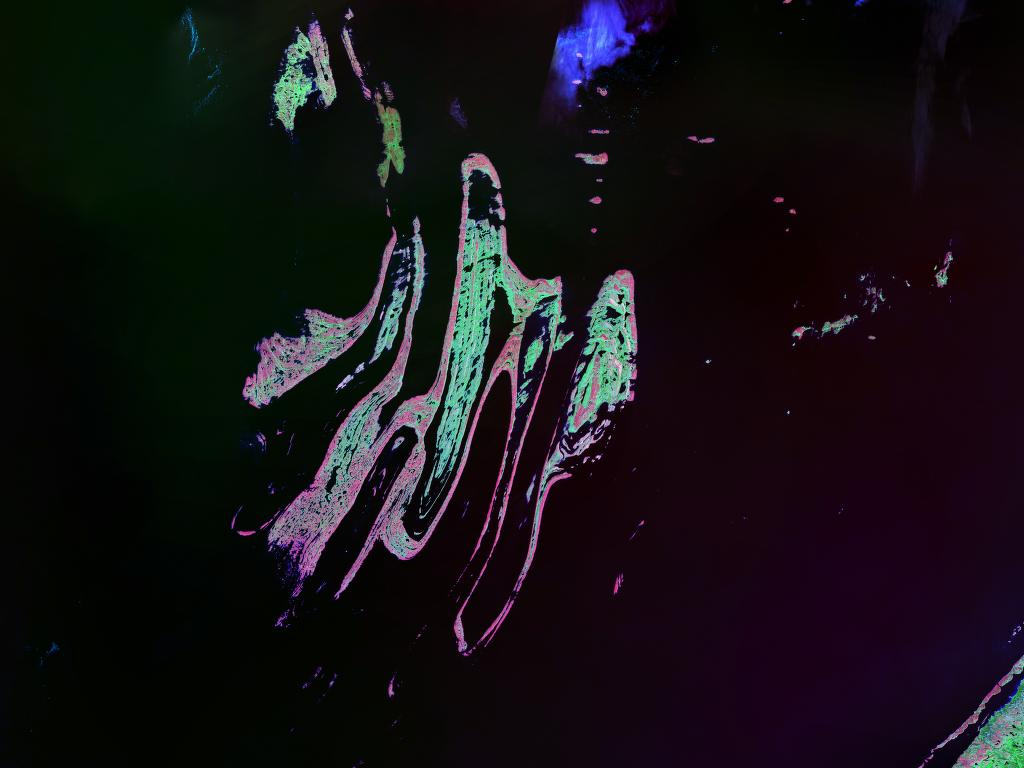
Острова Белчер со спутника

Посёлок был основан в 1970-х в качестве замены другому посёлку Саут Камп, который расположен южнее острова группы.

## Экономическое развитие
Саникилуак имел свою фабрику по производству пуха 20 лет. Завод был закрыт в 2005 году из-за отсутствия финансирования, популяция гаги быстро сокращается. Производство на заводе было возобновлено в июне 2015 года.

## Транспорт
Территорию обслуживает местный аэропорт. Авиасообщение поддерживается компаниями Air Inuit и Calm Air.

## Образование
В посёлке работают две школы: в школе Ниуяк работают 11 педагогов, учатся 125 человек (1-6 класс). В школе Паатсаали (7-12 класс) учатся ещё 177 человек. В 2007, бывший директор школы Лиси Кавик был назван одним из самых полезных директоров страны.

## Правительство
Аллан Румбольт является членом Законодательного собрания Нунавута. На этом посту он заменил Питера Каттука, по результатам местных выборов 2008 года.
На выборах 2008 года, к 27 октября 2008 года было зарегистрировано три кандидата: Аллан Румбольт, Билл Фрейзер и Джонни Мэннинг. Румбольт получил на 31 голос больше, чем Фрейзер (всего 45 % голосов избирателей). На выборах 2013 года Аллан Румбольт был переизбран.

## Фильм
Сценарист и режиссёр Джоэл Хит, при поддержке жителей города Саникилуак представил документальный фильм «Люди пера» (англ. «People of a Feather»). Фильм рассказывает о зависимости изменений климата, плотины ГЭС, уток гаг и жителей островов Белчер.